# Historia de Caldas
Historia de Caldas, uno de los departamentos que conforman la república de Colombia.

## Pobladores indígenas

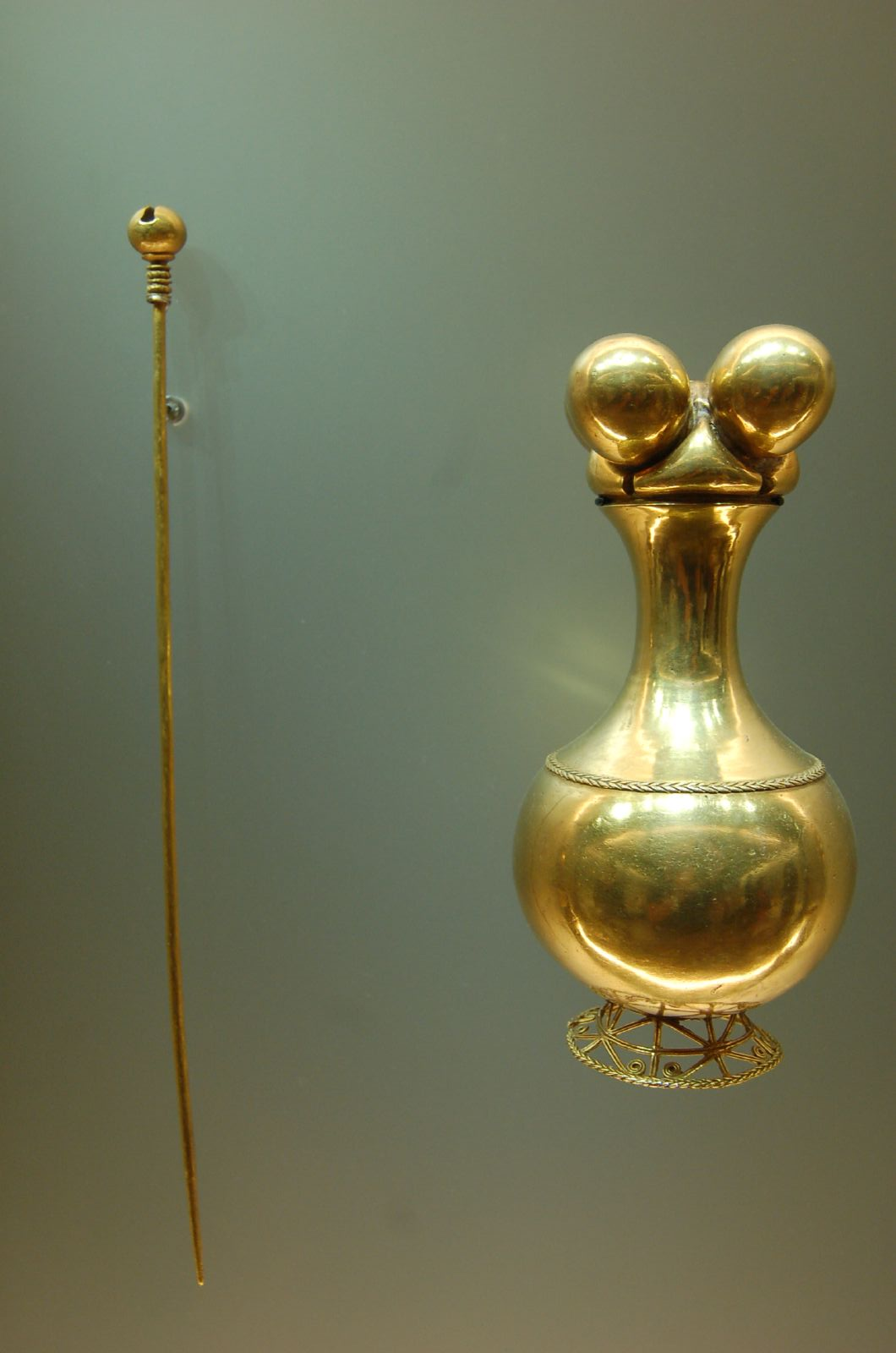
Poporo Quimbaya

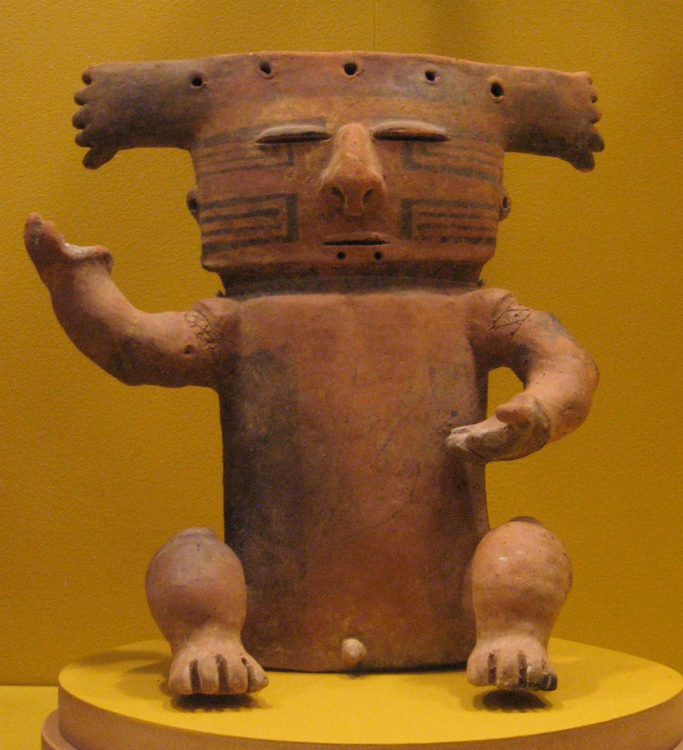
Cerámica Precolombina

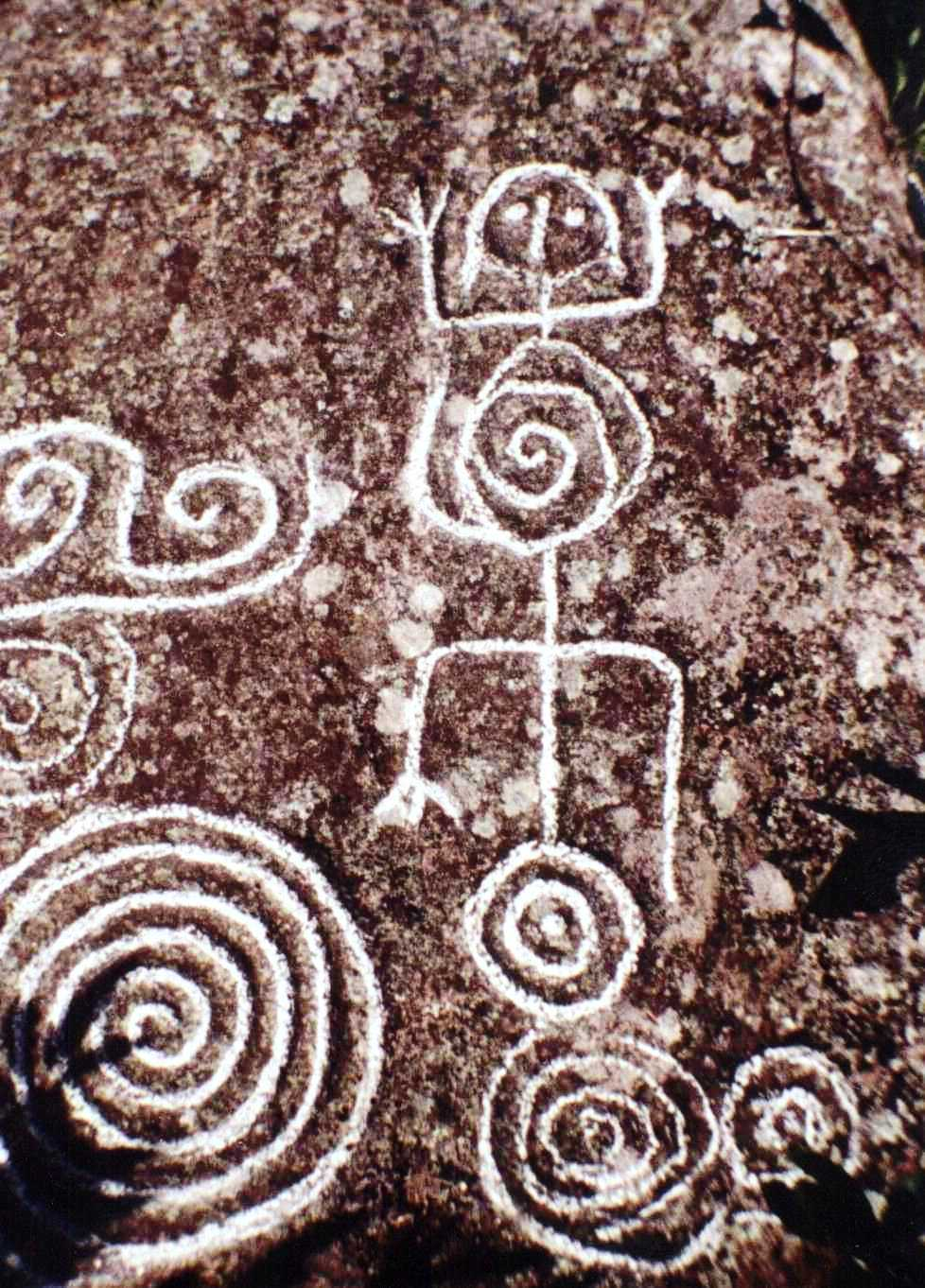
Petroglifos indígenas en Marquetalia.

Antes de la llegada de los españoles a territorio caldense, varias comunidades indígenas subsistían, en cacicazgos distribuidos por toda la región, sobre todo en las montañas cercanas al río Cauca, debido a la mejor calidad de suelos. Como ya se ha mencionado, estaban repartidos en cacicazgos, estos gobernados por un Cacique, el cual era el gobernador de la tribu o aldea indígena.
En el norte, en lo que actualmente es Aguadas, Pácora, Salamina y Aranzazu, los Concuyes a quienes los españoles cambiaron el nombre por el de Armados debido a los atuendos dorados que estos ostentaban, vivían en esta zona al igual que los Pozos y Paucuras los cuales vivían en los ríos de los mismos nombres, los Pícaras y Carrapas estos últimos ocupaban vastas zonas de la zona norte y también en los municipios de Neira, La Merced y Filadelfia en el centro, en el occidente, Riosucio, Supía, Marmato, Anserma, Belalcázar, Risaralda, San José y Viterbo habitaron los Cartamas, los Ansermas subdivididas en muchas tribus, estos vivían desde el suroeste de Antioquia hasta el norte del Valle del Cauca.
Del mismo modo al oriente, en Pensilvania, Marquetalia, Marulanda y Manzanares las tribus indígenas eran menos numerosas y por tanto menos reconocidas, algunas de ellas eran los Marquetones y Pantágoras, los cuales también habitaban en lo que actualmente se conoce como el Magdalena caldense, La Dorada, Norcasia, Samaná y Victoria junto a los Palenques y en el sur del departamento en lo que hoy es Villamaría, Palestina, Chinchiná y Manizales vivió la cultura indígena más desarrollada de lo que actualmente se conoce como el Eje Cafetero, los Quimbayas quienes fueron famosos por su producción de piezas de oro de alta calidad y belleza, reconocidos tanto nacional como internacionalmente por la hermosura de sus esculturas.

## 

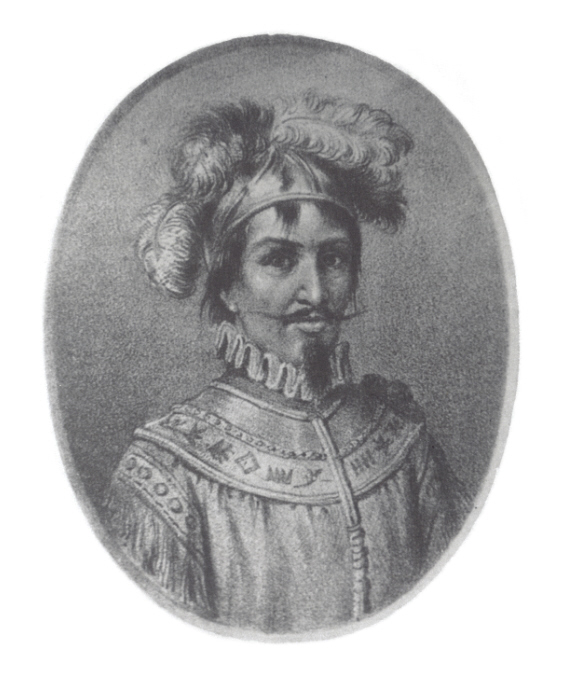
Jorge Robledo

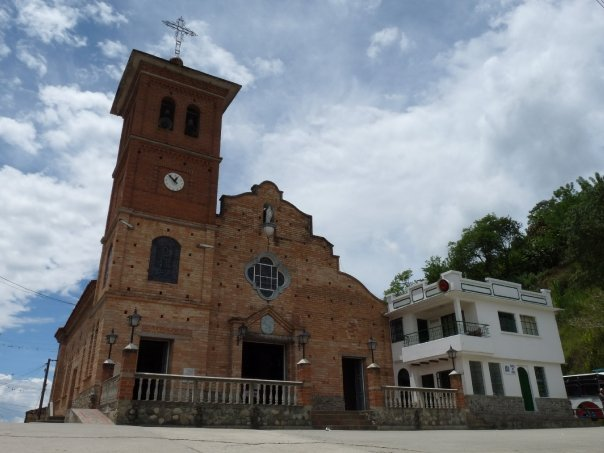
Santiago de Arma (Aguadas), uno de los primeros asentamientos españoles en Caldas, fundado por órdenes de Sebastián de Belalcazar.

## sigloXVI

### Llegada de los españoles
Cuando Jorge Robledo entró en el territorio caldense, Titirama y Pimarucua fueron los primeros caciques con quienes tuvo contacto en las faldas del Río Pozo, los cuales se encontraban en sus sementares provistas de armas, fue por el hecho de haber herido mortalmente a Robledo que los conquistadores le declararon la guerra a muerte a los indígenas cometiendo crueldades en esta provincia, Marmato fue descubierto en el año de 1536 por los soldados que bajo la orden del conquistador español Sebastián de Belalcazar, se encontraban a cargo del mariscal Jorge Robledo. En 1538 el conquistador Juan de Vadillo y sus soldados reconocieron el territorio pero al parecer no se animaron a permanecer en la región debido a que sus pobladores aborígenes (los Cartamas) se encontraban en pie de guerra, el 15 de agosto de 1539 Robledo funda Anserma, el conquistador Sebastián de Belalcázar, le ordena al Capitán Miguel López Muñoz fundar una villa el 25 de julio de 1542 se funda Santiago de Arma, ofendido con el Mariscal Jorge Robledo al que persigue y acosa. Miguel López fue encargado por Sebastián de Belalcázar en territorios de los aborígenes Concuyes o Armas que pocos años antes ya había descubierto Jorge Robledo, dicha delegación no era con el criterio de levantar un pueblo perdurable, sino más bien como una fuerza militar desde la cual tratarían de someter a las tribus vecinas. Robledo tras su incursión a territorio caldense, exterminó varias tribus indígenas y fundó colonias dando comienzo a una nueva era en el departamento.
La conquista española del territorio de los Quimbayas comenzó en 1539 y sometió a los indígenas al servicio de los encomenderos. En 1542 se produjo la primera rebelión quimbaya y en 1577 la segunda, que llegó a adquirir mayores dimensiones. Derrotadas éstas se produjo una continuada disminución de la población quimbaya, de manera que para 1559 ya había desaparecido por lo menos el 55% de los cacicazgos. Los trabajos forzados, la desnutrición, las enfermedades y finalmente la guerra de los Pijaos contra los españoles, de la que fueron víctimas, terminaron de diezmarlos, de manera que el último censo de los Quimbayas, en 1628, registró apenas 69 tributarios, en una zona donde en 1539 se registraron 20 mil.

## sigloXVII

### Esclavitud
Cuando la mano de obra indígena se agotó debido a la mortalidad, España autorizó la traída de negros africanos que llegaban a Cartagena de Indias. Allí eran vendidos a sus nuevos amos que los llevaban a las respectivas regiones mineras donde se les requería, entre ellas las minas de Marmato, Supía y Riosucio, pertenecientes a la Gobernación de Popayán, abasteciendo el gobierno de oro y plata.

## sigloXIX

### Gesta de Independencia
En los inicios de la gesta de la independencia, Supía produjo el acto de rebeldía ocurrido el 28 de noviembre de 1813, cuando en la casa del sacerdote Joaquín de Velarde, un grupo de notables declaran dejar de pertenecer a la Gobernación de Popayán dominada por el imperio Español, y se anexa al Estado Libre de Antioquia que acababa de declarar su independencia. El secretario de esta junta fue el Prócer Liborio Mejía. La declaración está suscrita por Francisco Gervasio de Lemus, José María Gutiérrez, Pedro García y el sacerdote Joaquín de Velarde.

### Colonización antioqueña
A finales del siglo XVI, un grupo de aventureros del oriente de Antioquia inició su migración hacia el Sur la cual se conocería como la Colonización Antioqueña, en tierras concedidas por la Corona Española a don Felipe de Villegas y Córdoba, las cuales comprendían el territorio situado entre el río Aures y la quebrada de Arma. Primero fue fundada Aguadas, en 1808, Juan de Dios Aranzazu, presidente de Colombia entre 1841-1842 y terrateniente del occidente colombiano. Allí los colonizadores tropezaron con el inconveniente de otra vasta concesión, la de Aranzazu, que incluía todas las tierras al oriente del río Cauca, entre las quebradas de Arma y Chinchiná. Se entabló una feroz lucha en la que hubo incendios y asesinatos entre los emigrantes y la compañía de González y Salazar, que era la sucesora de los títulos de Aranzazu. “Las tierras comprometidas incluían todo lo perteneciente a los municipios caldenses de Salamina, Neira, Aranzazu, Filadelfia y Manizales, con una zona de topografía excepcionalmente agreste de, aproximadamente, 60 km de longitud por 40 de ancho”. En 1825 es fundada Salamina; en 1842, Neira; en 1849, Manizales y finalmente en 1857, Chinchiná dando por terminada la colonización de esta zona.

### Guerras civiles

#### Guerra civil (1860-1862)
La guerra civil, tuvo consecuencias bélicas sobre la ciudad, con el ánimo de invadir Antioquia que se hallaba en poder conservador por el sur, Mosquera con 3.000 hombres marcharon sobre Manizales vía Santa Rosa de Cabal, el presidente Ospina enterado de sus planes mandó tropas con el general Joaquín Posada Gutiérrez a hacerle frente.
El gobernador del Estado Soberano de Antioquia, Rafael María Giraldo organizó la tercera división del Ejército de la Confederación ordenada por el gobierno central para hacerle frente a Mosquera, nombrando como jefe al general Braulio Henao y a Posada Gutiérrez como comandante general; después del triunfo del general Mosquera en el combate de Las Guacas, llegó a la Aldea de María (Villamaría), e intentó un acuerdo de paz con Henao y Posada, pero estos se mostraron intransigentes ante la certeza del triunfo debido a lo bien fortificada que estaba Manizales, pues habían ubicado gran cantidad de soldados y cañones en sitios claves de la ciudad como en el alto de Chipre y en Olivares en la salida para Neira.
Mosquera entró por sorpresa la noche del 28 de agosto, presentándose un combate de más de ocho horas. En el sitio conocido como El Observatorio (actual barrio Chipre) Mosquera es derrotado y obligado a retroceder a la Aldea de María, viéndose obligado a llegar a un acuerdo. Al día siguiente celebró un convenio llamado la esponsión de Manizales, por el cual se comprometía a retirarse al Cauca, desarmar su ejército y entregar sus armas, mediante ciertas garantías que debería otorgarle el gobierno de la Confederación como amnistía general a los rebeldes y el anulamiento del decreto de desmembración del Estado Soberano del Cauca, sin embargo, tanto el presidente Ospina Rodríguez no aprobó expresamente ese arreglo (porque contaba con un ejército bien armado y disciplinado de 6.000 hombres) como el jefe revolucionario aprovechó la tregua para continuar mejorar su posición y preparase para atacar la capital.

#### Guerra civil (1876-1877)
El general Trujillo después de haber ganado varias batallas, adquirió poder político y militar en el gobierno de los radicales y sus hombres se tomaron Manizales después de una serie de combates en sus alrededores. 
Poco tiempo después se llegó al Acuerdo de Manizales, con el triunfo del gobierno radical del presidente Parra y de las fuerzas gubernamentales comandadas por el general Trujillo. En 1877 fue nombrado Jefe Civil y Militar y presidente del Estado Soberano de Antioquia, con el fin de dominar esa región conservadora. Con este hecho se dio por terminada la contienda militar.

## Siglo XX

### La creación del departamento

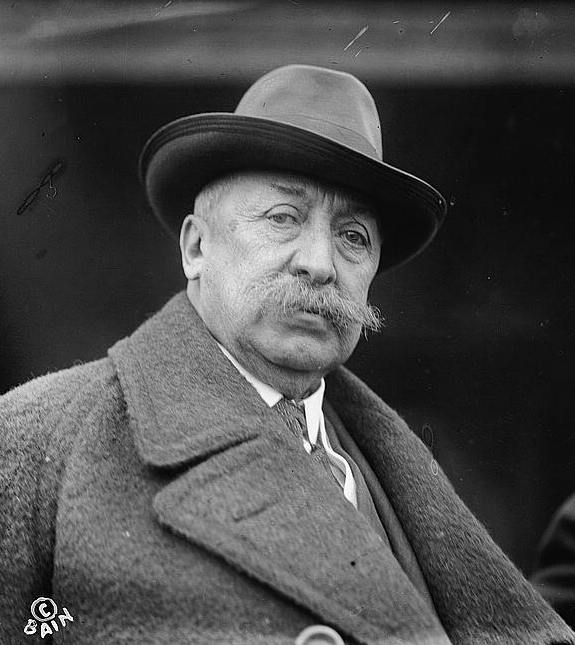
Rafael Reyes Prieto, presidente que reorganizó geográficamente al país, creando la Ley 17 de 1905 la cual dio origen al Viejo Caldas.

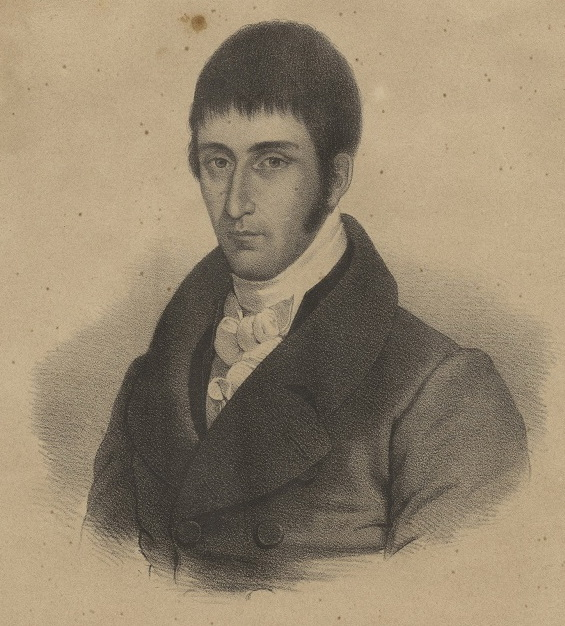
Francisco José de Caldas

Cuando se preparaba la creación de la Confederación Granadina en 1858, el presidente Mariano Ospina Rodríguez, quien había sido gobernador del Estado Soberano de Antioquia, planteó, por primera vez, la idea de crear un nuevo departamento al sur del antioqueño. Sin embargo, la idea no tuvo acogida. 
Nuevamente lo propuso en 1888, con el nombre de Departamento de Sur con Manizales como su capital. Más tarde, en la Regeneración Conservadora, Rafael Uribe Uribe, apoyado ampliamente por Aquilino Villegas y Daniel Gutiérrez Arango, propuso la creación del Departamento de Córdova, con capital Manizales.
El nombre de Córboba tenía la finalidad de rendirle un homenaje al prócer antioqueño. Pero Uribe Uribe fue derrotado con la oposición de las representaciones de Cauca, Antioquia y Cundinamarca, varios ministros del Despacho y la inmensa mayoría conservadora de la Asamblea Nacional Constituyente. 
A comienzos del siglo XX, el gobierno del presidente Rafael Reyes, con la finalidad de debilitar la hegemonía de los antiguos Estados Soberanos, propuso la creación de varios departamentos, entre ellos el Departamento de Los Andes con capital en Manizales, nombre vetado por algunos miembros de la diputación del Cauca en la Asamblea Nacional Constituyente. Ellos condicionaron su votación afirmativa si se le colocaba como nombre el del sabio Francisco José de Caldas, propuesta que se impuso sobre la de los antioqueños que insistían en el nombre del prócer José María Córdova, fue así como, el 11 de abril de 1905, se crea el departamento de Caldas mediante la ley 17 del 11 de abril de 1905,  siendo su primer Gobernador Alejandro Gutiérrez Arango.

### La llegada del transporte

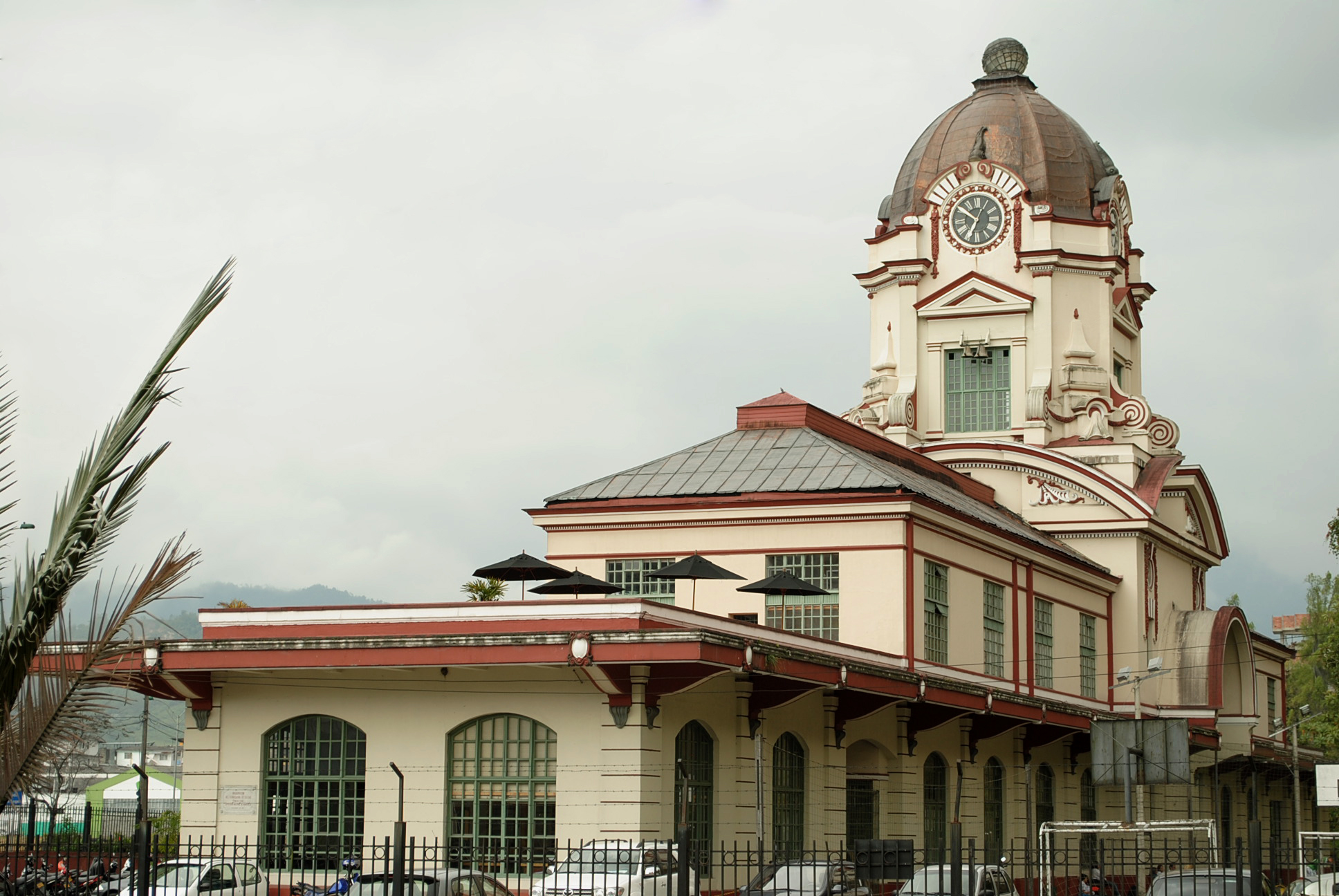
Antigua estación del Ferrocarril (Manizales).

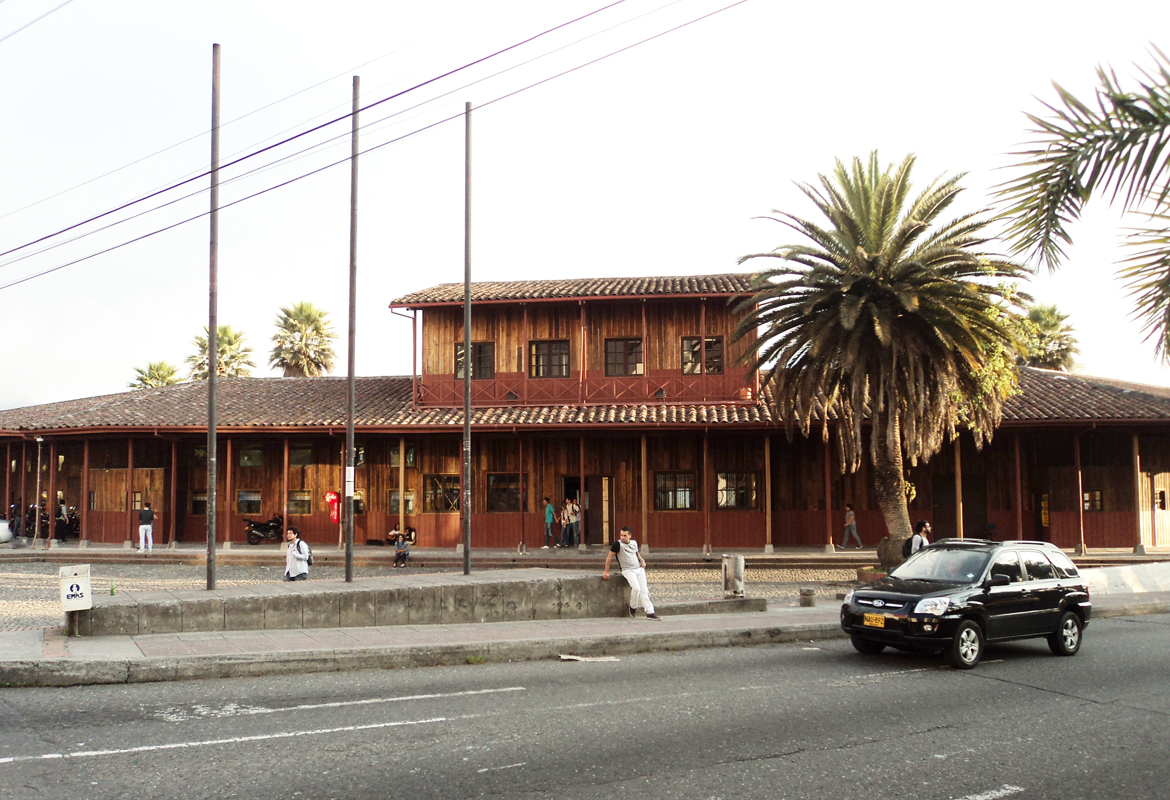
Antigua estación del Cable Aéreo Manizales - Mariquita.

El recién creado Departamento, carecía de vías de comunicación eficientes, las pocas existentes eran caminos de arriera, precoses y peligrosos, utilizadas para exportar el café, que se había convertido en el sustento económico del departamento, uno de aquellos caminos, era el camino de montaña que iba de Manizales a Honda, donde el café se embarcaba en los vapores que lo llevaban a la Costa Atlántica.
Además existían sendos caminos de herradura que iban de Pereira y de Armenia a Cartago, donde el grano de café se cargaba en otros vapores que navegaban por el río Cauca y que lo llevaban a Cali, dada la importancia de la región en el contexto económico nacional, se dio importancia a la construcción de vías ferroviarias, emergiendo así el Ferrocarril de Caldas y posteriormente el de La Dorada, más tarde se construiría distintas líneas del teleférico que partían de Manizales hacia diferentes lugares, el más largo de estos fue el Cable Aéreo Manizales - Mariquita que potenció el crecimiento económico de la ciudad,  y que además unió los dos sistemas ferroviarios existentes en aquel entonces.

#### El Ferrocarril
Desde 1911 los gobernantes y los dirigentes cívicos caldenses habían señalado la necesidad de construir una ferrovía desde Manizales hasta el río Cauca, de este modo en diciembre del mismo año el gobierno nacional y departamental firmaron un contrato en el cual se autorizaba al gobierno de Caldas la construcción del ferrocarril; es así como en 1915 comienza la construcción de éste, el cual inauguró su primer tramo en 1919 finalmente terminó en 1929 comunicando a las tres crecientes ciudades Manizales, Pereira y Armenia  con el resto del país.

#### Cable aéreo
Los teleféricos, mostraron ser una alternativa rápida, frente al problema en cuanto a transporte se refería, siendo frente a costosas y lentas obras de ferrocarriles y de vías, proyectos operativos, rentables y benéficos para las regiones a la cual servían, en el caso de Manizales hubo, a falta de uno, cuatro trayectos que estuvieron en funcionamiento:
- El primero, Manizales y Mariquita con una extensión de 71,8 kilómetros (el más largo del mundo) inició operaciones en 1915 y estuvo prestando servicio hasta 1968 (53 años).
- Manizales y Aranzazu, con una extensión de 22.8 kilómetros (aunque el proyecto original iría hasta Aguadas), inició operaciones en 1928 y funcionó hasta 1942 (14 años)
- Manizales al Pacífico, que tuvo un trayecto proyectado de 68.7 kilómetros pero apenas se construyeron 9.7 kilómetros que llegaron hasta Cueva Santa y Pueblo Rico, funcionando únicamente entre 1928 y 1935 (7 años).
- El último, Manizales y Villamaría, con una extensión de 2 kilómetros, funcionó entre 1927 y 1930 (solo 3 años).

Fuentes:

### Separación del Viejo Caldas
El Viejo Caldas, los primeros años desde su creación en 1905 fueron prósperos para el departamento, pero los conflictos entre bandos políticos no quedó atrás, y siendo Manizales de gran mayoría conservadora, menospreciaba y pasaba por alto a los poblados liberales en especial durante la toma de decisiones donde debían intervenir representantes de aquellos poblados. Este suceso dio paso a un periodo de corrupción, y de regionalismo intenso, a tal punto en que no era el gobierno caldense quien financiaba obras como la construcción de carreteras, aeropuertos y demás obras puesto que la gran mayoría de dinero se invertía en Manizales, si no el sector privado. Gracias a esta situación, en las ciudades de Armenia y Pereira surgió un grupo de personas que anhelaban la separación de Caldas para poder tener control sobre las decisiones y control de los dineros que financiaban las diferentes obras para el progreso de la región.
En 1966, Quindío se separa quedando Armenia como su capital después Risaralda se separa con Pereira como su capital y el territorio que quedaba, Caldas quedó con Manizales su capital formando tres departamentos los cuales hoy se conocen como el Eje Cafetero.

### Erupción del Nevado del Ruiz

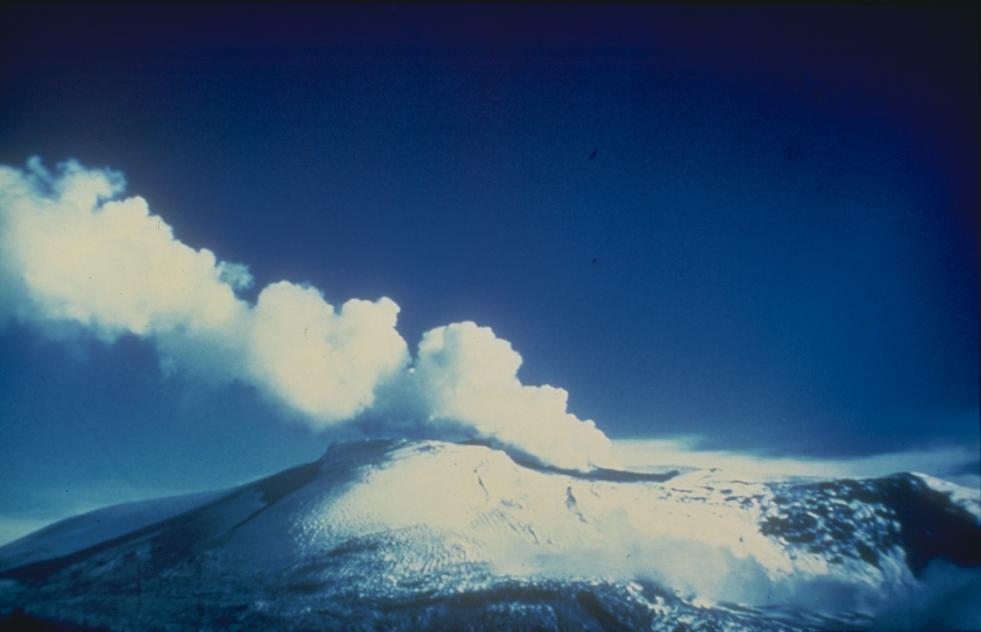
El Nevado del Ruiz emanando vapores. Esta foto fue tomada en septiembre de 1985, tan solo dos meses antes de la tragedia.

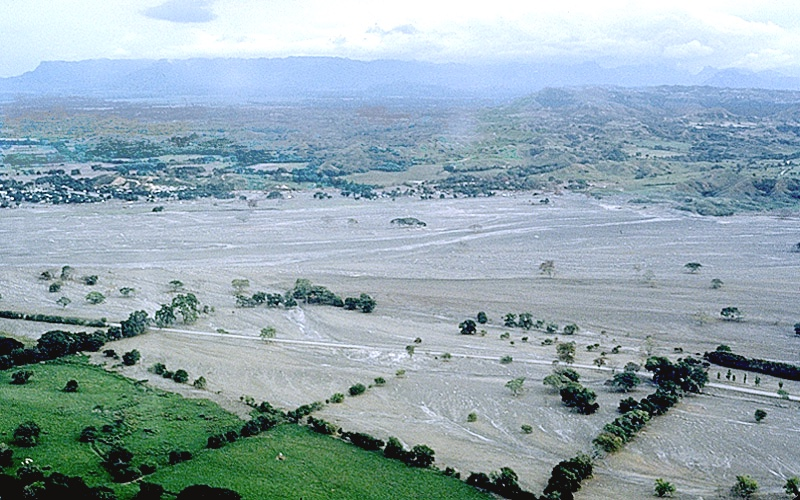
Desastre de Armero.

El 13 de noviembre de 1985 a las 9:09pm; tras sesenta y nueve años de inactividad el Nevado del Ruiz hizo erupción tomando por sorpresa no solo a los habitantes de la zona sino también al gobierno, causando así la mayor catástrofe natural de la historia de Colombia, dejando un saldo de más de 23.000 personas fallecidas, cerca de 5.000 quedaron heridas y 5.000 hogares de trece poblaciones fueron destruidos. Aproximadamente 230.000 personas se vieron afectadas, 20.000 quedaron sin hogar y 110 km² de terrenos fueron perjudicados en su mayoría en Armero, en el departamento vecino del Tolima, pero también causó estragos en Caldas; un segundo lahar bajo por el valle del río Chinchiná, matando a cerca de 1.800 personas y destruyendo 400 casas en Chinchiná a tan solo 18 km de Manizales.

## sigloXXI

### Tragedias
- El 22 de noviembre de 2001, fallecieron 51 personas, a causa de un alud de tierra en la mina el Pescadero.

- El 4 de diciembre de 2003, a las 2 de la tarde, 15 mil metros cúbicos de tierra que se desprendieron de la montaña a un costado de la calle 68 entre carreras 9 Y 9A, acabó con la vida de 16 personas en el barrio La Sultana de Manizales.
- El 5 de noviembre de 2011 se produce un alud en el barrio Cervantes, a consecuencia de las lluvias torrenciales que azotan el país. Se estima que murieron cerca de medio centenar de personas. El Instituto de Hidrología, Meteorología y Estudios Ambientales (Ideam) dice que este hecho es consecuencia del fenómeno de La Niña.11 Sin embargo, meses más tarde, investigaciones arrojan resultados sobre este desastre, culpando a la empresa Aguas de Manizales, prestadora del servicio de acueducto en la ciudad, de la culpable de la tragedia por un tubo roto bajo la ladera derrumbada.
- El 18 de abril de 2017 se produce un alud en Manizales causando la muerte a varias personas por derrumbamientos de casas.[5]

Fuente: